# Рашевци
Рашевци е село в Северна България. Намира се в община Велико Търново, област Велико Търново.
Към 1934 г. селото има 92 жители. Според преброяването през 2021 г. то има 1 жител. Влиза в землището на село Вонеща вода.